# フタフシアリ亜科
フタフシアリ亜科（フタフシアリあか、Myrmicinae）は、アリ亜科の一種で、現存する属数は約140、蛹には繭がない。
刺を持つ種もいて、葉柄は2節からなる。巣は土中、朽ち木、石の下、樹上などに生息する。

## 形態
外皮が厚く、触覚挿入部を覆う(アミメアリ属は例外)複眼，単眼，胸部はよく発達するが，前伸腹節刺や腹柄節の隆起などは，発達が弱い。腹柄は2節からなる。